# Sparkassen Cup
Lo Sparkassen Cup è stato un torneo femminile di tennis che si è disputato a Lipsia in Germania dal 1990 al 2003. Faceva parte prima della categoria Tier IIΙ poi della Tier II nell'ambito del WTA Tour e si giocava sul sintetico indoor.

## Albo d'oro

### Singolare
| Anno | Campionessa        | Finalista              | Punteggio        |
| ---- | ------------------ | ---------------------- | ---------------- |
| 1990 | Steffi Graf (1)    | Arantxa Sánchez        | 6–1, 6–1         |
| 1991 | Steffi Graf (2)    | Jana Novotná           | 6–3, 6–3         |
| 1992 | Steffi Graf (3)    | Jana Novotná           | 6–3, 1–6, 6–4    |
| 1993 | Steffi Graf (4)    | Jana Novotná           | 6–2, 6–0         |
| 1994 | Jana Novotná (1)   | Mary Pierce            | 7–5, 6–1         |
| 1995 | Anke Huber (1)     | Magdalena Maleeva      | Walkover         |
| 1996 | Anke Huber (2)     | Iva Majoli             | 5–7, 6–3, 6–1    |
| 1997 | Jana Novotná (2)   | Amanda Coetzer         | 6–2, 4–6, 6–3    |
| 1998 | Steffi Graf (5)    | Nathalie Tauziat       | 6–3, 6–4         |
| 1999 | Nathalie Tauziat   | Květa Hrdličková       | 6–1, 6–3         |
| 2000 | Kim Clijsters (1)  | Elena Lichovceva       | 7–6(8), 4–6, 6–4 |
| 2001 | Kim Clijsters (2)  | Magdalena Maleeva      | 6–1, 6–1         |
| 2002 | Serena Williams    | Anastasija Myskina     | 6–3, 6–2         |
| 2003 | Anastasija Myskina | Justine Henin-Hardenne | 3–6, 6–3, 6–3    |

### Doppio
| Anno | Campionesse                               | Finaliste                               | Punteggio        |
| ---- | ----------------------------------------- | --------------------------------------- | ---------------- |
| 1990 | Gretchen Magers Lise Gregory              | Manon Bollegraf Jo Durie                | 6–2, 4–6, 6–3    |
| 1991 | Manon Bollegraf Isabelle Demongeot        | Jill Hetherington Kathy Rinaldi-Stunkel | 6–4, 6–3         |
| 1992 | Larisa Neiland (1) Jana Novotná (1)       | Patty Fendick Andrea Strnadová          | 7–5, 7–6(4)      |
| 1993 | Nataša Zvereva Gigi Fernández             | Larisa Neiland Jana Novotná             | 6–3, 6–2         |
| 1994 | Patty Fendick Meredith McGrath (1)        | Larisa Neiland Manon Bollegraf          | 6–4, 6–4         |
| 1995 | Larisa Neiland (2) Meredith McGrath (2)   | Brenda Schultz Caroline Vis             | 6–4, 6–4         |
| 1996 | Kristie Boogert Nathalie Tauziat (1)      | Miriam Oremans Sabine Appelmans         | 6–4, 6–4         |
| 1997 | Martina Hingis Jana Novotná (2)           | Yayuk Basuki Helena Suková              | 6–2, 6–2         |
| 1998 | Ai Sugiyama Elena Lichovceva (1)          | Manon Bollegraf Irina Spîrlea           | 6–3, 6(2)–7, 6–1 |
| 1999 | Larisa Neiland (3) Mary Pierce            | Ai Sugiyama Elena Lichovceva            | 6–4, 6–3         |
| 2000 | Anne-Gaëlle Sidot Arantxa Sánchez Vicario | Kim Clijsters Laurence Courtois         | 6(6)–7, 7–5, 6–3 |
| 2001 | Nathalie Tauziat (2) Elena Lichovceva (2) | Květa Hrdličková Barbara Rittner        | 6–4, 6–2         |
| 2002 | Serena Williams Alexandra Stevenson       | Janette Husárová Paola Suárez           | 6–3, 7–5         |
| 2003 | Martina Navrátilová Svetlana Kuznecova    | Elena Lichovceva Nadia Petrova          | 3–6, 6–1, 6–3    |